# آرنه فالك
آرنه فالك (بالنرويجية البوكمول: Arne Falk)‏ هو كاتب وصحفي نرويجي، ولد في 15 سبتمبر 1886 في Herøy Municipality (Nordland) ‏ في النرويج، وتوفي في 11 نوفمبر 1973.